# Die Rakete (Kabarett)
Die Rakete war ein literarisch-politisches Kabarett in den Jahren 1920–1924 in Berlin, dessen spätere Mitdirektorin (seit 1922) die deutsche Schauspielerin, Kabarettistin und Chansonnière Rosa Valetti (1876–1937) war. Es hatte ein festes Kabarett-Ensemble. 
Das Kabarett befand sich in der Kantstraße Ecke Joachimsthaler Straße, wenige Schritte entfernt vom Kurfürstendamm. Ab dem 1. Dezember 1924 spielte das Kabarett der Komiker bis in den Herbst des darauffolgenden Jahres an dieser Stätte. Die künstlerische Leitung hatte Eugen Robert. Auftretende Personen waren Paul Morgan, Fritz Grünbaum, Käthe Dorsch, Wilhelm Bendow, Joachim Ringelnatz und Rosa Valetti, auch Max Adalbert.
Die später nach Wien emigrierte Rosa Valetti spielte dort allein rund 200 Mal die „Galgentoni“ in dem Theaterstück Die Himmelfahrt der Galgentoni. Eine sehr Prager Legende in 3 Bildern von Egon Erwin Kisch.